# Wirral Caldy Classic
De Wirral Caldy Classic was een jaarlijks golftoernooi voor vrouwen in Engeland, dat deel uitmaakte van de Ladies European Tour. Het toernooi werd opgericht in 1983 als de Caldy Classic en de laatste editie werd gehouden in 1988. Het vond telkens plaats op de Caldy Golf Club in Wirral, Merseyside.

## Winnaressen
Caldy Classic
- 1983:  Dale Reid

Wirral Caldy Classic
- 1984:  Lori Castillo

McEwans Wirral Caldy Classic
- 1985:  Catherine Panton
- 1986:  Laura Davies
- 1987:  Trish Johnson

Broadway Group Wirral Classic
- 1988:  Beverly New